# Fenomenologie van de geest

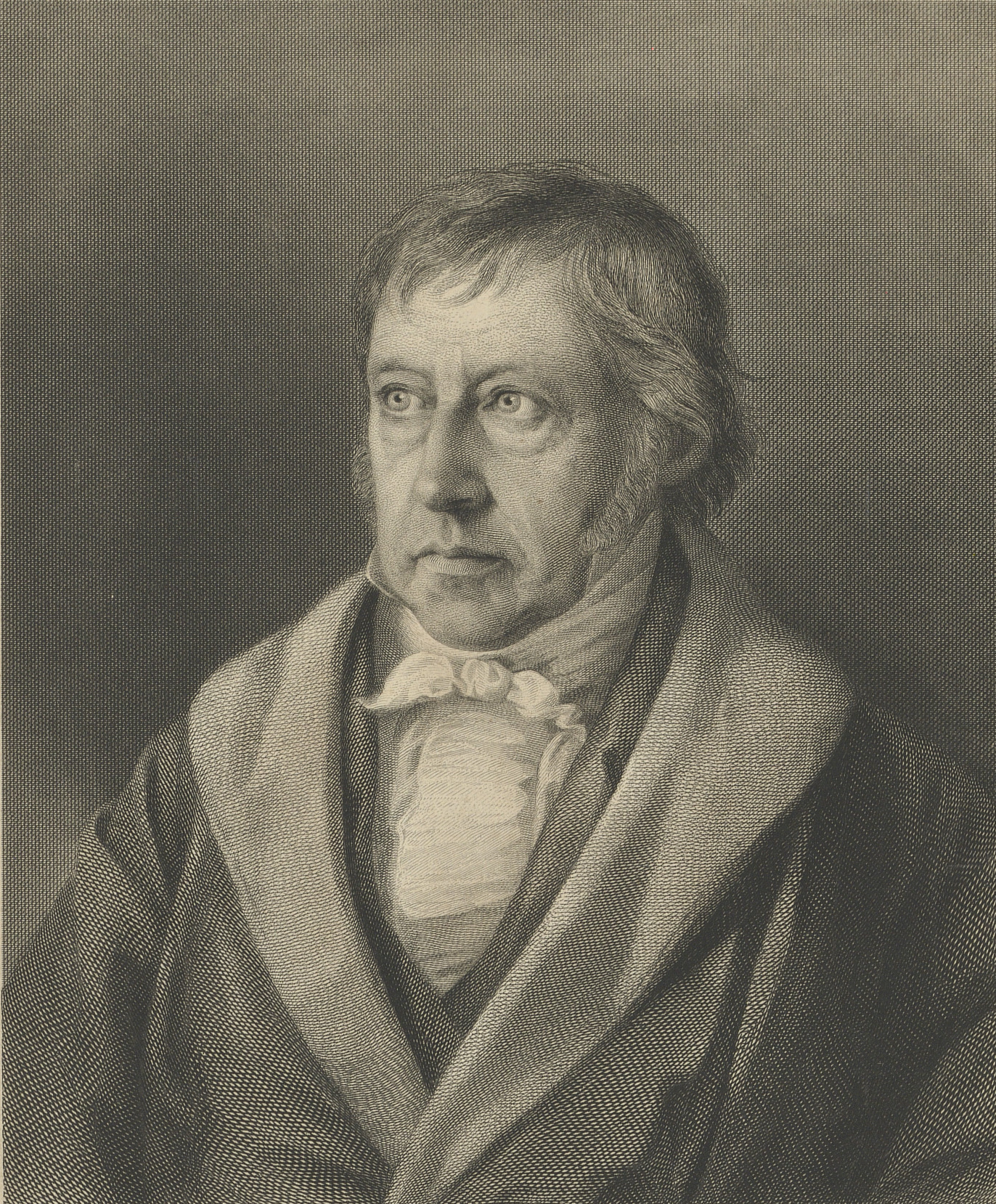
Georg Wilhelm Friedrich Hegel

De Fenomenologie van de geest (Phänomenologie des Geistes) is een filosofisch boek van G.W.F. Hegel uit 1807. De auteur spreekt tot een lezer die sceptisch staat tegenover de mogelijkheid van ware kennis en wil die leiden tot 'absoluut weten', wat niets anders is dan zelfkennis. 
Volgens Werner Marx kan deze lezer getypeerd worden als een 'natuurlijk verstandelijk bewustzijn', dat redding behoeft uit de heersende 'reflectiecultuur'. Dit natuurlijk bewustzijn wordt onderverdeeld in zintuiglijke zekerheid, de waarneming en het verstand.

## Zintuiglijke zekerheid
De zintuiglijke zekerheid is de eerste vorm van het natuurlijk bewustzijn. Het is een construct van Hegel en daardoor kent de Fenomenologie de volgende driehoeksverhouding: (1) Hegel, (2) lezer en (3) natuurlijk bewustzijn.
1. Hegel meent reeds over ware kennis te beschikken. We kunnen hem het filosofisch bewustzijn noemen. Omdat wij sceptisch zijn, heeft dit bewustzijn voor ons vooralsnog een hypothetische status.
2. Omdat wij echte sceptici zijn, staan wij ook sceptisch tegenover ons eigen scepticisme. We sluiten de mogelijkheid van kennis dus niet bij voorbaat uit. Zou iemand stellen dat kennis onmogelijk is, dan spreekt hij zichzelf onmiddellijk tegen. Immers, de stelling ondermijnt zichzelf wanneer ze op zichzelf betrokken wordt. We houden dus de mogelijkheid open dat kennis mogelijk is. Hegel gaat er bovendien van uit dat we tot ware kennis geleid willen worden, want waarom zouden we anders in de Fenomenologie geïnteresseerd zijn? Onze interesse betekent evenwel niet dat we bevooroordeeld zijn. Voor ons staat de Fenomenologie helemaal op zichzelf. We beoordelen haar dan ook niet aan de hand van criteria die haar vreemd zijn. We plaatsen onszelf dus in een zuiver toeschouwende rol. We kunnen onszelf daarom het fenomenologisch bewustzijn noemen.
3. Zoals gezegd is het natuurlijk bewustzijn een construct van Hegel. Dit bewustzijn is natuurlijk omdat het onmiddellijk meent dat zijn zekerheid waar is. Wanneer Hegel ons laat zien dat deze zekerheid met zichzelf in tegenspraak is, dan vertwijfelt het natuurlijk bewustzijn. Zijn vertwijfeling expliciteert voor ons de vooronderstelling waaraan zijn zekerheid gebonden was. Hegel neemt vervolgens deze vooronderstelling op in een nieuw voorwerp van het natuurlijke bewustzijn. Wanneer dit bewustzijn zijn nieuwe zekerheid tot waarheid probeert te voeren, vertwijfelt het weer, waarna Hegel weer een nieuw voorwerp voorstelt. Dit proces vindt zijn voltooiing wanneer de zekerheid van het natuurlijke bewustzijn door en door bemiddeld is, dat wil zeggen alle mogelijke tegenwerpingen in zich heeft opgeheven.

De zintuiglijke zekerheid heeft als zekerheid dat ze haar voorwerp onmiddellijk kent zoals het in zichzelf is. Omdat ze deze onmiddellijkheid teniet zou doen wanneer ze eigenschappen van haar voorwerp zou onderscheiden, kan ze slechts stellen: dit is. Hoewel ze iets concreets bedoelt te identificeren, is haar stelling in waarheid abstract. Ze spreekt het dit uit als het zuivere zijn.

## Waarneming
De tweede vorm van het natuurlijk bewustzijn is de waarneming. De zintuiglijke zekerheid kon haar zekerheid niet tot waarheid voeren vanwege haar verhouding tot haar voorwerp. De bemiddeling die deze verhouding impliceerde, neemt Hegel nu op in de vorm van de onmiddellijkheid. Het voorwerp van de waarneming concretiseert Hegel als het ding van vele eigenschappen. De waarneming heeft als zekerheid dat ze dit ding kent zoals het in zichzelf is. Ze meent het te kennen door eigenschappen samen te nemen en andere eigenschappen uit te sluiten. Echter, het criterium op grond waarvan ze eigenschappen in- en uitsluit, neemt ze niet waar. De vooronderstelling van de waarneming is dat het ding zich van zichzelf onderscheidt en dit onderscheid weer in zichzelf terugneemt.

## Verstand
Het verstand is de derde vorm van het natuurlijk bewustzijn. In het voorwerp van het verstand is de vooronderstelling van de waarneming opgenomen. Hegel concretiseert dit voorwerp als kracht. Kracht is slechts voor zover ze zich uit, en als ze zich uit, keert ze onmiddellijk weer tot zichzelf terug. Het verstand is het bewustzijn van de moderne natuurwetenschappen die de wet van de natuur probeert te ontdekken. Deze wet stelt hij op als een vergelijking, X = YZ, waarbij X de eigenlijke, in zichzelf teruggedrongen kracht voorstelt, en Y en Z de wijze waarop zij zich uit. Het verstand verklaart de natuur op tautologische wijze: het stelt een onderscheid (Y en Z), om dit onderscheid vervolgens weer terug te nemen (X). Echter, de vooronderstelling dat de natuur überhaupt wetmatig gestructureerd is, drukt de wet als zodanig niet uit. Dit is een 'projectie' van het verstand zelf.

## Zelfbewustzijn
Bij de voorafgaande vormen van het natuurlijk bewustzijn beschouwde dit bewustzijn het ware steeds als het andere van zichzelf. Omdat het bewustzijn inmiddels ontdekt heeft dat het zijn waarheid op dit andere projecteerde, beschouwt het nu zichzelf als (de oorsprong van) het ware; het andere is onwaar, niets. Hiermee is het bewustzijn in zichzelf omgekeerd en zelfbewustzijn geworden. Het zelfbewustzijn heeft als zekerheid dat het zelf het ware is.